# 33491 Tonyroman
33491 Tonyroman è un asteroide della fascia principale. Scoperto nel 1999, presenta un'orbita caratterizzata da un semiasse maggiore pari a 2,396340 UA e da un'eccentricità di 0,070392, inclinata di 5,922281° rispetto all'eclittica. Ha un diametro di 3,114 km.